# ترويسفاوكس
ترويسفاوكس (بالفرنسية: Troisvaux)‏ هي بلدية تقع في إقليم باد كاليه من منطقة نور با دو كاليه في شمال فرنسا. تبلغ مساحة هذه المدينة 6.18 (كم²)، وترتفع عن سطح البحر 144 م، يبلغ عدد سكانها 302 نسمة حسب إحصاء المعهد الوطني للإحصاء والدراسات الاقتصادية سنة 2009 م. وترأس Charles Torchy البلدية خلال فترة (2008-2014).